# Il sole buio
Il sole buio è un film del 1990, diretto da Damiano Damiani.

## Trama
Ruggero Brickman da Villamarina, un aristocratico da tempo residente negli Stati Uniti, torna in Sicilia per riscuotere l'eredità della madre, già fondatrice e direttrice di un riformatorio a Palermo. Durante una cerimonia alla memoria della madre, Brickman incontra Lucia Isgrò, una spacciatrice facente parte di una famiglia coinvolta nel giro della mafia: innamoratosi della giovane, Brickman cercherà di tirarla fuori dal giro chiedendo aiuto ad alcune sue conoscenze, come l'avvocato Camilla Staffa (già coinvolta in un processo contro alcuni boss mafiosi) e il commissario Catena (un funzionario della squadra mobile da tempo desideroso di trasferirsi a causa della difficile situazione della città).
I vari tentativi di redimere la ragazza (la quale, fra l'altro, mostra per Ruggero un'attrazione solamente fisica) si rivelano tuttavia inutili e Brickman finisce per compromettersi con alcune persone coinvolte con la mafia (fra cui l'avvocato Belmonte, secondo marito della madre e legato, all'insaputa della moglie stessa, agli ambienti della criminalità organizzata).